# Весёлая Пасха
«Весёлая Пасха» (фр. Joyeuses Paques) — французская кинокомедия 1984 года.

## Сюжет
События этой комедии разворачиваются, как в добром старом анекдоте. Главный герой (Жан-Поль Бельмондо), преуспевающий бизнесмен и неисправимый ловелас, проводив жену в аэропорт, тут же знакомится с восемнадцатилетней прелестницей Жюли (Софи Марсо), только что пережившей разрыв со своим бойфрендом. Он приводит её к себе домой, но внезапно возвращается жена (Мари Лафоре). Пытаясь выкрутиться, герой Бельмондо выдаёт девушку за свою дочь, которая якобы приехала, чтобы сообщить отцу о своей беременности.

## В ролях
| Актёр               | Роль                         |
| ------------------- | ---------------------------- |
| Жан-Поль Бельмондо  | Стефан Маржель главный герой |
| Софи Марсо          | Жюли главная героиня         |
| Мари Лафоре         | Софи Маржель супруга Стефана |
| Рози Варт           | Марлен Шатеньо               |
| Мишель Бон          | Руссо                        |
| Мари-Кристин Декуар | мадемуазель Флёри            |